# Urbeleskarspitze
L'Urbeleskarspitze   è una montagna alta 2.576 m sopra il livello del mare, sita nelle Alpi dell'Algovia, nella Catena montuosa dell'Hornbach, nello stato federale austriaco del Tirolo, in Austria,  ed è la quinta vetta più alta delle Alpi dell'Algovia e la seconda vetta più alta della catena montuosa dell'Hornbach. Le vette vicine alla catena montuosa dell'Hornbach sono il Bretterspitze a sud-ovest e la Zwölferspitze a nord-est.

## Geologia
Come la maggior parte delle alte vette delle Alpi dell'Algovia, anche l'Urbeleskarspitze è costituita principalmente da dolomia. La cima ha una caratteristica forma a campana ed è facilmente riconoscibile sia da nord che da sud, rispetto alle vette vicine e lontane.

## Prima salita
Non è possibile stabilire con esattezza chi abbia scalato per primo l'Urbeleskarspitze. I candidati sono sconosciuti locali o il geologo Carl Wilhelm Gümbel nel 1854. È confermata la salita del 1869 da parte dell'alpinista Hermann von Barth.

## Accesso
La base di partenza è il villaggio di Hinterhornbach in una valle laterale della Lechtal tirolese. Da lì si sale in circa 2,5 ore alla Kaufbeurer Haus, una baita con angolo cottura della sezione Allgäu-Immenstadt del Club Alpino Tedesco (DAV). Il rifugio è regolarmente presidiato nei fine settimana da Pentecoste fino all'inizio di ottobre, altrimenti è accessibile solo ai soci del Club alpino in possesso di chiave. Non è facile raggiungere la cima dell'Urbeleskarspitze, per percorrere i due itinerari comuni che partono dalla Kaufbeurer Haus è necessario avere passo sicuro, non soffrire di vertigini ed avere esperienza alpina, oltre a saper arrampicare. L'unica via normale parzialmente segnalata, con difficoltà alpina UIAA II+, si snoda in poco meno di 2 ore attraverso un ripido terreno ghiaioso sul fianco nord-occidentale fino alla vetta. Esiste una salita alternativa attraverso la cresta nord che, con difficoltà alpina UIAA II, attraversa rocce fragili fino all'Urbeleskarspitze in 2 ore. Nel 2018 è stata aperta una via di arrampicata sulla cresta ovest (15 tiri, fino a UIAA 5−).